# Limnophora latilamellata
Limnophora latilamellata är en tvåvingeart som beskrevs av Malloch 1921. Limnophora latilamellata ingår i släktet Limnophora och familjen husflugor. Inga underarter finns listade i Catalogue of Life.